# Pingdian Xiang
Pingdian Xiang (kinesiska: 平甸, 平甸乡) är en socken i Kina. Den ligger i provinsen Yunnan, i den sydvästra delen av landet, omkring 130 kilometer sydväst om provinshuvudstaden Kunming. Antalet invånare är 17 421. Befolkningen består av 8 072 kvinnor och 9 349 män. Barn under 15 år utgör 19,0 %, vuxna 15-64 år 72 %, och äldre över 65 år 7,0 %.
Genomsnittlig årsnederbörd är 1 000 millimeter. Den regnigaste månaden är juni, med i genomsnitt 192 mm nederbörd, och den torraste är februari, med 9 mm nederbörd.